# 洛克人5 布魯斯的陷阱！？
《洛克人5：布魯斯的陷阱！？》是遊戲開發商卡普空於1992年12月4日發售的FC遊戲機專用動作遊戲。

## 概要
洛克人元祖系列的第五作。本作沿用前作的雙城制系統，由八大頭目關卡，加上布魯斯城四關卡和威利城四關卡共16關卡。
類似宇宙及反重力的上下顛倒關卡等特殊關卡，皆在本作登場。

## 故事及人物
20XX年，經過2個月後，「布魯斯到底是什麼人呢？」，洛克人對這種不知是敵還是友的謎之機器人的事非常在意。某天布魯斯突然帶領八台機器人在世界各地發動叛亂，這些機器人分別為「重力人」、「水流人」、「岩石人」、「螺旋人」、「星辰人」、「充氣人」、「汽油人」及「水晶人」。同時又看到布魯斯把萊特博士拐走並遺留下黃色領巾，因此洛克人決心投入戰場尋找真相。

## 系統變更
- 本作沿用《洛克人4》的洛克炮集氣，但威力的覆蓋範圍增加，武裝也從「新洛克砲」改名為「超級洛克砲」，集氣時間也比前一代更短，但缺點是若集氣時受到傷害則必須重新集氣[1][10]。
- 特殊武器除了對特定頭目有極大傷害外，對非弱點頭目也會有基本的傷害。
- 彈簧拉休跳躍方式改變，跳躍的高度變得更高。
- 噴射拉休可在水中使用，所以自本作起廢除潛艇拉休。
- 八大頭目的關卡中各藏著「R」「O」「C」「K」「M」「A」「N」「5」等八個字母電路板，若全部收齊便可使用本代新登場的援助機械「比特」。
- 可一次補滿生命及武器能量的M罐登場，但與E罐不同的是只能帶一罐，在身上擁有M罐的前提下不會在關卡中遇到第二罐。
- 在武器切換介面中，特殊武器所使用的名稱也改為頭目的英語字首加上招式名稱。
- 八大再戰時離開舞台用的傳送器取消，再次打完八大後會自動離開舞台。

## PlayStation移植版
1999年發布了在PlayStation上的移植版，遊戲封面經過重新繪製，內容分成原作模式以及導航模式。本作與前面四代的移植版沒有太大的差別，但比較特殊的是本次導航模式的配樂全部經過重新編曲，而這個設定在後面的兩代重製版中也被廣泛運用。
- 原作模式

將1988年在紅白機上發行的版本完全移植，無任何變動。
- 導航模式

除了將1987在紅白機上發行的版本完全移植外，血量條與武器選擇使用全新介面，並且可用L鍵與R鍵切換武器。
武器名稱從英文代碼變成日文全名。
新增路標導航指引玩家前進。
可以透過記憶卡存檔。
可設定難易度。
畫面上方會出現警告標示，提醒玩家要迎戰關卡頭目。
收錄了萊特博士研究所的資料庫，裏頭收錄經過重新繪製的關卡頭目以及他們的資料簡介。

## 外部連結
- 元祖洛克人1~6 PS移植版日文官方網站